# 10 Downing Street
10 Downing Street i City of Westminster i London är adressen till den brittiska förste skattkammarlordens (ett ämbete som vanligen innehas av premiärministern) officiella residens och tjänstebostad. Efter att Robert Walpole etablerade traditionen på 1730-talet har de flesta brittiska premiärministrar bott i detta hus. Huset har därmed blivit en stark symbol för den brittiska premiärministerns ämbete. 
Under en period på 1800-talet var huset mindre populärt bland Storbritanniens ministrar. Det återspeglade det faktum att de flesta av dem var mycket rika och redan hade betydligt bättre bostäder som de hellre använde. Huset hade också präglats av dåligt underhåll. 
På 1900-talet har det blivit vanligare att premiärministerfamiljen faktiskt bor i huset. Ett undantag var Tony Blair, premiärminister från 1997 till 2007. Han och hans finansminister Gordon Brown bytte bostad. Premiärministern flyttade till den närliggande byggnaden, 11 Downing Street, residenset för den brittiska finansministern. Även David Cameron valde att bo på 11 Downing Street.
10 Downing Street är egentligen förste skattkammarlordens officiella residens och inte premiärministerns, men sedan 1902 har dessa båda dessa ämbeten alltid innehafts av samma person.
Likaledes är 11 Downing Street egentligen andre skattkammarlordens officiella residens.